# Rue de Latran
La rue de Latran est une voie située dans le quartier de la Sorbonne du 5e arrondissement de Paris.

## Situation et accès
La rue de Latran est desservie à proximité par la ligne 7 à la station Maubert-Mutualité.

## Origine du nom
La rue tient son nom du prieuré hospitalier de Saint-Jean de Latran, présente sur le site depuis le XIIe siècle (jusqu'au XVIe siècle le nom de Saint-Jean-de-Jérusalem). Cette commanderie était propriétaire des maisons qui l'entouraient et les louait, au XVIe siècle, essentiellement des artisans qui bénéficiaient de franchises leur permettant d'exercer en dehors des règles des corporations. Parmi ces artisans figuraient un grand nombre d'imprimeurs.

## Historique
Cette voie est ouverte en 1862 sur des terrains expropriés de l'ancien enclos de la Commanderie de Saint-Jean de Latran pour le percement de la rue des Écoles.
En 1611, Jean [II] Richer, situé à l'enseigne de l'Arbre verdoyant commence à imprimer le Mercure françois.

## Bâtiments remarquables et lieux de mémoire

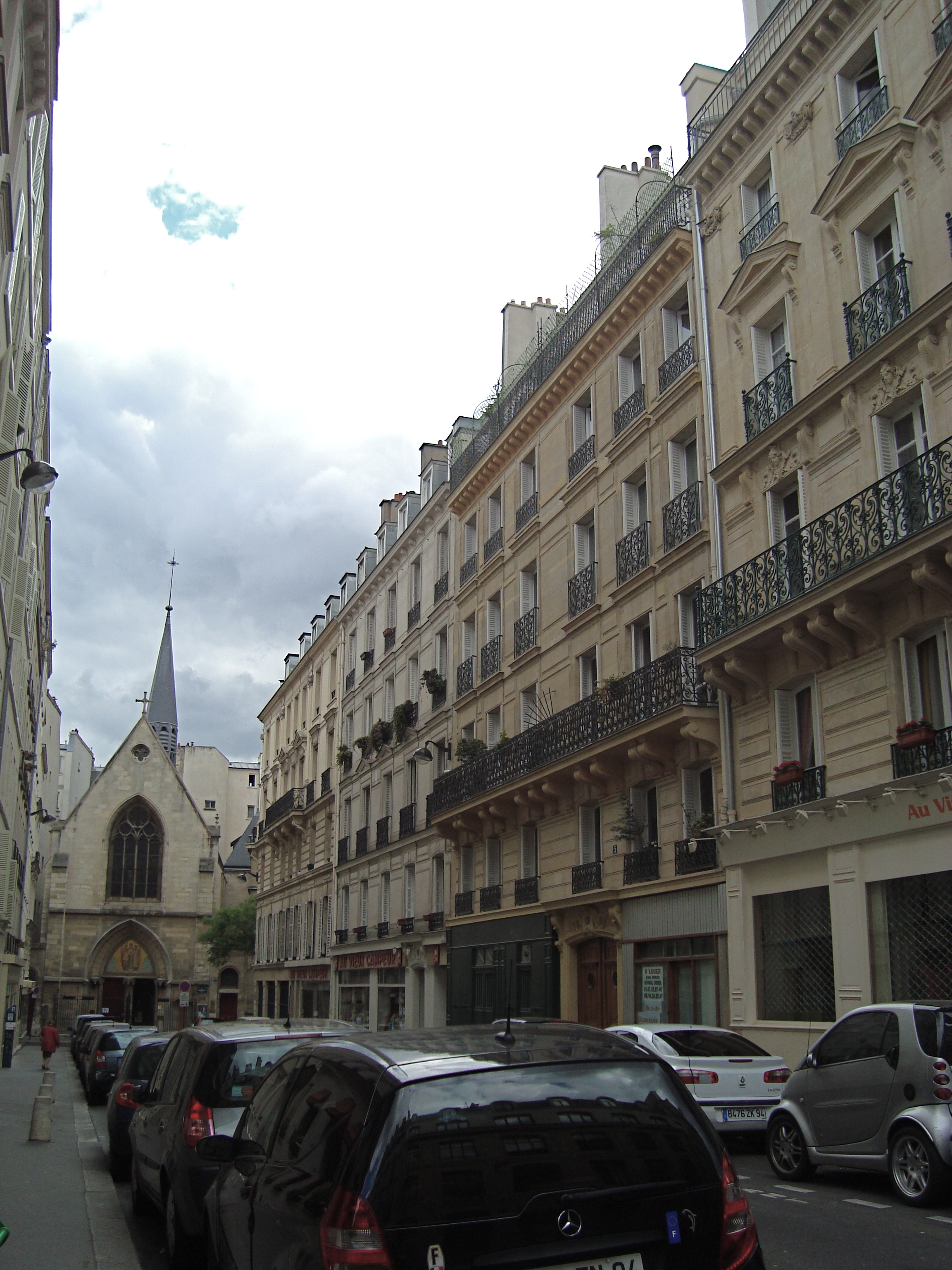
Vue de la rue et de l'église des Saints-Archanges au fond.

- La rue débouche sur l'église des Saints-Archanges.